# Dylan McNeice
Dylan McNeice, né le 29 juillet 1985 à Christchurch, est un triathlète professionnel néo-zélandais.

## Palmarès
Le tableau présente les résultats les plus significatifs (podium) obtenus sur le circuit international de triathlon depuis 2010,.
| Année | Compétition                       | Pays             | Position           | Temps           |
| ----- | --------------------------------- | ---------------- | ------------------ | --------------- |
| 2018  | Tauranga Half                     | Australie        | Médaille d'or      | 3 h 54 min 16 s |
| 2018  | Challenge Taïwan                  | Taïwan           | Médaille d'or      | 8 h 16 min 56 s |
| 2017  | Challenge Finlande                | Finlande         | Médaille d'or      | 3 h 51 min 28 s |
| 2017  | Challenge Rome                    | Italie           | Médaille de bronze | 2 h 58 min 16 s |
| 2016  | Challenge Iskander Puteri         | Malaisie         | Médaille de bronze | 4 h 5 min 12 s  |
| 2016  | Challenge Galway                  | Irlande          | Médaille de bronze | 3 h 56 min 50 s |
| 2016  | Challenge Taïwan                  | Taïwan           | Médaille d'argent  | 8 h 26 min 58 s |
| 2015  | Challenge Wanaka                  | Nouvelle-Zélande | Médaille d'or      | 8 h 36 min 50 s |
| 2015  | Challenge Taïwan                  | Taïwan           | Médaille de bronze | 3 h 56 min 43 s |
| 2015  | Ironman Nouvelle-Zélande          | Nouvelle-Zélande | Médaille de bronze | 8 h 38 min 5 s  |
| 2015  | Ironman Cairns                    | Nouvelle-Zélande | Médaille de bronze | 8 h 36 min 55 s |
| 2015  | Ironman 70.3 taupo                | Nouvelle-Zélande | Médaille de bronze | 3 h 57 min 48 s |
| 2014  | Challenge Wanaka                  | Nouvelle-Zélande | Médaille d'or      | 8 h 38 min 48 s |
| 2014  | Challenge Taïwan                  | Taïwan           | Médaille d'or      | 8 h 23 min 44 s |
| 2014  | Fidji International Triathlon     | Fidji            | Médaille d'or      | 3 h 48 min 9 s  |
| 2013  | Challenge Wanaka                  | Nouvelle-Zélande | Médaille d'or      | 8 h 51 min 18 s |
| 2013  | Challenge Taïwan                  | Taïwan           | Médaille d'or      | 8 h 16 min 21 s |
| 2012  | Ironman 70.3 Singapour            | Singapour        | Médaille de bronze | 4 h 0 min 51 s  |
| 2010  | Coupe d'Asie - Étape de Subic Bay | Philippines      | Médaille d'argent  | 1 h 57 min 24 s |